# Lyriderna

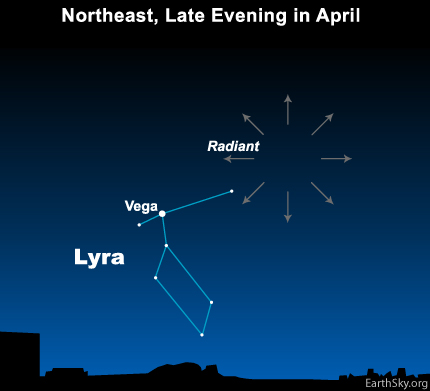
Radianten för Lyriderna

Lyriderna är ett starkt meteorregn under andra halvan av april varje år, med störst aktivitet mellan den 16 och 25 april och ett maximum under natten den 22 april eller 23 april, varför de också kallas April-Lyriderna. Radianten (positionen på himlen som meteorerna ser ut att komma från) är belägen i stjärntecknet Lyran. Källan för meteorerna är den periodiska kometen C/1861 G1 Thatcher.
Lyriderna når under ett normalår omkring 10 meteorer per timme och har observerats under åtminstone 2 600 år. Skuren år 687 f.Kr. finns nedskriven i verket Zuo Zhuan, där den beskrivs som "På dag xīn-mǎo av månad fyra på sommaren, under natten var fixerade stjärnor osynliga, vid midnatt föll stjärnorna ner som regn." (夏四月辛卯 夜 恆星不見 夜中 星隕如雨)
Lyridmeteorer har oftast en magnitud på omkring +2, men vissa kan vara ljusare och kallas "Lyrid-eldbollar". Dessa kan vara starka nog för att under ett ögonblick ge upphov till skuggor på marken och de lämnar på himlen efter sig ett spår av rök och stoft som är synligt flera minuter.
Under vissa år intensifieras skuren, eftersom jorden passerar genom en tjockare del av stoftspåren, vilket resulterar i en meteorstorm. År 1982 konstaterade man en storm med 90 meteorer per timme, men än starkare stormar kan förekomma. En sådan skedde år 1803.
Lyriderna är det ett av få meteorregn som sprids jämnt över 3–5 dagar kring sitt maximum och därför med stor sannolikhet är synligt under nätter med bra väder.

## Observationer
Lyriderna är synliga under andra halvan av april varje år, med aktivitet mellan den 16 och 26 april och ett maximum den 22 april eller 23 april. Under toppen når antalet meteorer drygt 20 meteorer i timmen. 
| År   | Aktiv mellan | Topp                                                 | ZHRmax |
| ---- | ------------ | ---------------------------------------------------- | ------ |
| 2007 | 16–25 april  | 23 april                                             | 21     |
| 2008 |              | Fullmåne 20 april)                                   |        |
| 2009 | 16–25 april  | 22 april                                             | 15     |
| 2010 | 16–25 april  | 22 april                                             | 20     |
| 2011 |              | 22 april                                             | 20     |
| 2012 | 16–25 april  | 22 april                                             | 25/37  |
| 2013 | 16–25 april  | 22 april (fullmåne 25 april)                         | 22     |
| 2014 | 16–25 april  | April 22 (last quarter moon rises at 2am local time) | 20     |
| 2015 | 16–25 april  | 22 april                                             |        |
| 2016 | 16–25 april  | 22 april (fullmåne)                                  |        |
| 2017 | 16–25 april  | 22–23 april                                          |        |
| 2018 | 20–23 april  | 22 april                                             | 15-25  |
| 2019 | 20–23 april  | 22 april (fullmåne 19 april)                         | 15-25  |
| 2020 | 20–23 april  | 22 april                                             | 15-25  |
| 2021 | 14–30 april  | 21-22 april                                          |        |
| 2022 | 22–26 april  | 22-23 april                                          | 18     |
| 2023 | 16–25 april  | 23 april                                             | 18     |
| 2024 | 16–25 april  | 22 april                                             | 18     |
| 2025 | 16–25 april  | 22 april                                             | 18     |